# آگوست فون مکنزن
آنتون لودویگ فریدریش آگوست فون مکنسن (به آلمانی: Anton Ludwig Friedrich August von Mackensen) (۶ دسامبر ۱۸۴۹ – ۸ نوامبر ۱۹۴۵) نظامی آلمانی در دوره امپراتوری آلمان بود که در جنگ جهانی اول حضور داشت.
در طول حکمرانی نازی‌ها وی یک سلطنت‌طلب باقی ماند و هر از گاهی با یونیفورم جنگ اول جهانی خود در مراسمات رسمی شرکت می‌نمود. وی از لحاظ وفاداری به رژیم نازی مورد شک قرار داشت هرچند نازی‌ها نتوانستند چنین چیزی را علیه وی اثبات کنند.

## سال‌های اولیه
مکنسن متولد لایپنیتس در نزدیکی روستای دالنبرگ در استان زاکسن پروس حاصل ازدواج لودویگ و ماری لوییس مکنسن بود. پدرش که مدیر شرکت‌های زمین‌داری بود، وی را به یک رئال ژیمنازیوم فرستاد؛ ظاهراً به این امید که پسر ارشدش حرفه پدر را تعقیب خواهد کرد.
مکنسن خدمت نظامی اش را در سال ۱۸۶۹ آغاز نمود. در طول جنگ فرانسه و پروس به درجه ستوان دومی ارتقا یافته و نشان صلیب آهنین درجه دو را بخاطر هدایت حمله‌ای علیه یک تیم شناسایی دشمن در شمال اورلئان دریافت کرد. با پایان جنگ، وی خدمت را ترک نموده تا در دانشگاه هاله تحصیل نماید اما در سال ۱۸۷۳ به ارتش بازگشت.
وی در سال ۱۸۷۹ با دوریس فون هورن ازدواج نمود و از وی صاحب دو دختر و سه پسر گردید. در سال ۱۸۹۱ پس از گذراندن آموزش مقدماتی سه ساله در دانشکده جنگ، در ستاد ارتش آلمان در برلین استخدام گردید. رئیس ستاد مشترک ارتش آقای هلموت فون مولتکه وی را «شخصیتی دوست داشتنی» توصیف کرد. وی جهت خدمت به‌عنوان آجودان رئیس جدید ستاد ژنرال آلفرد فون شلیفن فراخوانده شد؛ کسی که مکنسن وی را به چشم یک «متخصص آموزش رهبری ارتشهای میلیونی» می‌دید.
وی قیصر ویلهلم دوم را نیز تحت تأثیر خود قرار داد به‌طوری که وی دستور داد به مکنسن هدایت هنگ اول Life Hussars را از ۱۷ ژوئن ۱۸۹۳ تا ۲۷ ژانویه ۱۸۹۸ بسپارند و بدینگونه وی اغلب یونیفورم ویژه و مخصوص هوسار را می‌پوشید. وی سپس اولین فرماندهی شد که به مقام آجودانی ویلهلم دوم می‌رسید. وی در ۲۷ ژانویه ۱۸۹۹ معادل چهلمین سالروز تولد ویلهلم دوم به دریافت عنوان اشرافی" فون " نائل گشته و " فون مکنسن " خوانده شد. سپس وی هدایت واحد تازه تأسیس بریگاد Life Hussar(به آلمانی Leib-Husaren-Brigade) از ۱۹۰۱ تا ۱۹۰۳ و سپس از ۱۹۰۳ تا ۱۹۰۸ نیز هدایت لشکر سی و ششم ام دانتزیگ را عهده‌دار شد. در ۱۹۰۵ بیوه گشته و دوسال بعد با " لئونی فون در اوستن " بیست و دو ساله ازدواج نمود. با بازنشسته شدن ژنرال اشلیفن در ۱۹۰۶، وی به عنوان گزینه محتمل جانشینی وی مدنظر قرار گرفت اما این سمت ارزشمند به "هلموت فون مولتکه(جوانتر)" سپرده شد. در ۱۹۰۸ وی هدایت سپاه هفدهم آلمان در دانتزیگ را عهده‌دار شد؛ ولیعهد آلمان به نام " ویلهلم فون پروس " تحت فرماندهی وی قرار گرفت و قیصر از مکنسن خواست که چشمش روی مرد جوان باشد و چگونگی هدایت مناسبِ [یک ارتش] را به وی بیاموزاند.

## جنگ جهانی اول (۱۹۱۸–۱۹۱۴)

### جبهه شرق

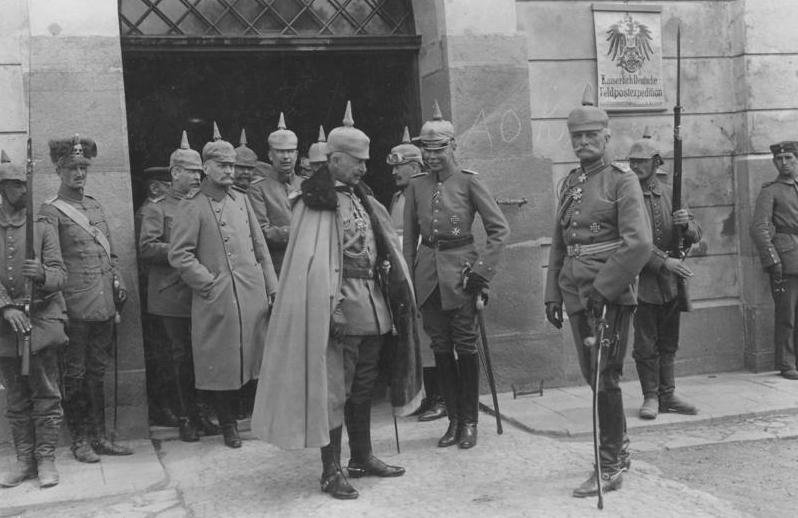
ژنرال مکنسن در سمت راست و قیصر ویلهلم دوم (شنل سفید). سرهنگ هانس فون زکت نیز بین این دو دیده می‌شود

با آغاز جنگ اول جهانی در اوت ۱۹۱۴ وقتی وی ۶۵ ساله بود سپاه هفدهم وی در ارتش هشتم آلمان تحت فرماندهی " ماکسیمیلیان فن پریتویتس " که مقر فرماندهی اش در پروس شرقی بود، ادغام شد. فون پریتویتس پس از حمله روسها به این استان، دستور عقب‌نشینی به نیروهایش را داد و در نتیجه تنها چند هفته بعد از کار برکنار و "پاول فون هیندنبورگ" بجایش به فرماندهی ارتش هشتم منصوب گردید. سپاه هفدهم تحت فرماندهی مکنسن پنجاه دقیقه پس از دریافت دستور در روز نوزدهم ماه اوت ۱۹۱۴ و همزمان با تجاوز ارتش امپراتوری روسیه به پروس شرقی بیست و پنج کیلومتر تا رود رومینته پیاده رفت و سپاه هفدهم خود را در نبردهای گامبینن، دریاچه مازور و البته نبرد حماسه ای تاننبرگ رهبری نمود؛ جاییکه روسها را از بخش اعظم پروس شرقی بیرون راند. در دوم ماه نوامبر ۱۹۱۴ یعنی درست سومین ماه جنگ، وی هدایت ارتش نهم آلمان را عهده‌دار شد و در بیست و هفتم این ماه نیز بالاترین نشان نظامی پروس یعنی نشان شایستگی " پور لو مریت " (به فرانسوی Pour le Mérite) را بخاطر نبردهای موفق لوش و ورشو (هر دو در لهستان) دریافت داشت. در آوریل ۱۹۱۵ ارتش روسیه گالیسیای غربی (بخشی از لهستان که جزو قلمرو امپراتوری اتریش-مجارستان بود) را متصرف شد و به سوی مجارستان نیز درحال فشار آوردن بود. در واکنش به درخواستها و التماسهای اتریش_مجارها مبنی بر طراحی ضدحمله ای بر ضد روسها، فرماندهی عالی و ریاست ستاد ارتش آلمان یعنی ژنرال "اریش فون فالکنهاین" با چنین ضد حمله ای موافقت نمود.فرماندهی عالی ارتش اتریش-مجارستان با بی میلی رهبری ارتش ائتلافی توسط ژنرال مکنسن را پذیرفت؛ بنابراین "گروه ارتش مکنسن" با ترکیب ارتش یازدهم امپراتوری آلمان و ارتش چهارم امپراتوری اتریش-مجارستان تشکیل گشت. سپس وی سرهنگ " هانس فون زکت " را بعنوان رئیس ستاد گروه ارتش برگزید؛ کسی که مکنسن را با جمله دوستانه " فرمانده ای با غریزه ذاتی یک شکارچی " توصیف نموده بود. " گروه ارتش مکنسن " با برتری کوباننده اش در توپخانه، در خطوط روسها بین گورلیتسه و تارنوف رخنه و سپس به شوی شرق پیشروی نموده و هیچگونه اجازه احداث خطوط دفاعی به روسها را نداد و با بازپس‌گیری پره میشل (به لهستانی Przemyśl) و لمبرگ (Lemberg) بخش اعظم گالیسیای شرقی را باز پس گرفت. این عملیات مشترک یک پیروزی اساسی برای قدرتهای محور محسوب می‌شد به طوریکه تاریخ‌دان انگلیسیِ نامی یعنی " ای. جی. پی. تیلور " این رخنه را عمیقترین و تنها رخنه واقعی ایجاد شده در خطوط دشمن در طول جنگ اول جهانی دانسته‌است. و این عملیات وی را در تاریخ بیست و دوم ژوئن ۱۹۱۵ به دریافت درجه فیلد مارشالی مفتخر گرداند و جوایز دیگری نظیر Oak Leaves و Order of the Black Eagle (بالاترین نشان نظامی شوالیه پروسی) و نیز جوایز متعددی از سوی متحدین آلمان دریافت داشت. البته تاریخ‌نگار نظامی برجسته انگلیسی بنام بیسل لیدل هارت در کتاب خود با نام " آن سوی تپه " نقش معاون ژنرال مکنسن یعنی هانس فون زکت را در موفقیتهای "گروه ارتش مکنسن" بسیار مهم دانسته‌است و در این کتاب ادعا نموده که این جمله ورد دهان بوده‌است:" هرجا مکنسن هست، زکت هم هست و هرجا زکت هست پیروزی هم هست"

### جبهه صربستان
در این هنگام «گروه ارتش مکنسن» با تغییراتی چند، توسعه یافته و شامل ارتش یازدهم امپراتوری آلمان، ارتش سوم امپراتوری اتریش-مجارستان و ارتش یکم بلغارستان گردید. در ماه اکتبر ۱۹۱۵ یعنی چهاردهمین ماه جنگ، «گروه ارتش مکنسن» با ترکیب مذکور یک جبهه جدید علیه صربستان (که امپراتوری اتریش-مجارستان از بدو جنگ تا این هنگام نتوانسته بود این کشور کوچک و سرسخت را فتح کند) گشود تا کار آنها را بسازد. این بار امپراتوری اتریش-مجارستان توانست به فرماندهی ژنرال مکنسن دفاع محکم صربها را بشکند اما نتوانستند ارتش این کشور را نابود کنند به‌طوری که مابقی ارتش صربها به مناطق خالی از خطر آلبانی عقب‌نشینی نموده و پس از بهبودی و تجدید سلاح توسط فرانسویها و ایتالیاییها (دشمن اصلی اتریش-مجارستان) در جبهه مقدونیه مجدداً وارد جنگ شد. وقتی مکنسن وارد وین (پایتخت امپراتوری اتریش-مجارستان) شد، برای وی یک ضیافت شام شخصی با قیصر فرانتس یوزف یکم _که هفتمین دهه پادشاهی اش بر امپراتوری اتریش را سپری می‌کرد_ترتیب داده و در این ضیافت به وی صلیب درجه یک شایستگی نظامی مزین به الماس را تقدیم کردند؛ جایزه ای که برای یک غیر اتریشی منحصر به فرد بود.
به نظر می‌رسید که فون مکنسن احترامی قابل توجه برای ارتش صربستان (و در مجموع صربها) قایل بود؛ چه اینکه وی قبل از عزیمت به جبهه صربستان در ۱۹۱۵، به سربازان خود گفته بود: «شما قرار نیست به نبرد با ایتالیاییان، روسها یا فرانسویان بروید؛ بلکه شما دارید به نبرد برابر یک دشمن جدید خطرناک، سرسخت، شجاع و تیز می‌روید: شما در حال ورود به صربستان و جبهه صربستان هستید. صربها مردمی اند که به آزادی شان عشق می‌ورزند و تا آخرین نفرشان خواهند جنگید. مراقب باشید که این دشمن کوچک بر غرور شما سایه نیندازد و دستاوردهایتان را خراب نکند.

### جبهه رومانی
پس از اعلان جنگ رومانی به امپراتوری اتریش-مجارستان در پانزدهم ماه اوت ۱۹۱۶، مکنسن بار دیگر هدایت یک گروه ارتش چند ملیتی را که در شمال بلغارستان تشکیل شده بود را عهده‌دار شد و علاوه بر آلمانها، اتریش_مجارها و بلغارها، ترکان عثمانی نیز اضافه شدند و همگی به سوی جنوب رومانی حرکت نمودند. در هشتم سپتامبر آنان دو موضع دفاعی محکم دشمن را در کرانه راست رود دانوب متصرف شدند. از دیگرسو، یک گروه ارتش آلمانی و اتریش_مجارستانی تحت هدایت ژنرال اریش فون فالکنهاین (که بتازگی از ریاست ستاد مشترک ارتش آلمان برکنار و جایش را به ژنرال هیندنبورگ و معاون وی لودندورف واگذار کرده بود) با رد شدن از گذرگاه‌های ترانسیلوانی وارد شمال بلغارستان شد. «گروه ارتش مکنسن» نیز با رد شدن از دانوب، کرانه چپ آنرا نیز گرفته و رومانی‌ها و متحدین روس آنها را بین دوشاخه گازانبری گیر انداخت و بخارست بدست وی افتاده و در روز ششم دسامبر ۱۹۱۶ که زادروز وی نیز بود، سوار بر اسبی سفید وارد کاخ پادشاهی رومانی گشت.
بخاطر این عملیات در نهم ژانویه ۲۰۱۷ به وی صلیب کبیرِ صلیب آهنین را بخشیدند تا یکی از تنها پنج نفری باشد که در طول جنگ به کسب آن نائل آمده‌اند. از این لحظه وی مفتخر به دریافت تمامی مدالهای جنگی پادشاهی پروس بود و قیصر ویلهلم دوم تصمیم گرفت کلاس جدیدی از رزمناوهای جنگی را بنام وی نامگذاری نماید. مکنسن حاکم نظامی بخش اعظم رومانی که در اختیار دولتهای محور بود، گردید. وی پیشنهاد نمود یک شاهزاده آلمانی را به پادشاهی رومانی برگزینند اما این ابتکار صورت عملی بخود نگرفت. آخرین تلاش وی در جنگ، معطوف به نابود کردن ارتش رومانی بود که پس از " حمله کرنسکی " خود را مجدداً سازماندهی نموده بود. در " نبرد ماراششتی " (به رومانیایی Mărăşeşti) هر دو طرف تلفاتی سنگین دادند اما پیروزی از آن رومانی‌ها شد.
مکنسن ادعا کرده بود که هیچ نبردی را نباخته و مطمئناً موفقترین ژنرال ارشد در این جنگ، چه در قیاس با ژنرالهای متحدین و چه در قیاس با ژنرالهای متفقین می‌باشد. در دسامبر ۱۹۱۷ در اثر انقلاب اکتبر روسیه و تولد اتحاد شوروی که اولین نتیجه اش خروج روسها از جنگ بود، رومانی متحد اصلی اش را از دست داده و در همین ماه مجبور به امضای آتش‌بس فوکشانی (به رومانیایی Focșani) گشت و نیز هفتم ماه مه ۱۹۱۸ معاهده صلح بخارست میان این کشور و دول محور امضا گردید و مکنسن تا پایان جنگ بعنوان حاکم مطلق العنان و دوفاکتوی این سرزمین باقی ماند. پس از امضای آتش‌بس ۱۱ نوامبر ۱۹۱۸ که به جنگ اول جهانی پایان داد، وی و دویست هزار نفر از افرادش در راه بازگشت به موطن خود، در مجارستان توسط نیروهای ژنرال " لویی فرانشه دسپره " (ژنرال فرانسوی که با گشودن جبهه سالونیک در یونان و شکست دادن بلغارستان، نقشی مهم در تسلیم کردن آلمان داشت) به‌طور دسته جمعی دستگیر شدند و تا نوامبر سال بعد در بازداشت بود. وی یکی از ۸۹۶ نفر آلمانی بود که در لیست جنایتکاران جنگی (از نگاه متفقین) قرار داشت.

## بعد از جنگ
در ۱۹۲۰ وی از خدمت در ارتش بازنشسته گردید. به رغم مخالفت پایدارش با اجرایی شدن پیمان ورسای و نیز سیستم پارلمانی تازه تأسیس جمهوری وایمار، وی در ابتدا از کمپین‌های عمومی دوری می‌جست. در حوالی ۱۹۲۴ وی نظرش را تغییر داده و کوشید از تصویرش بعنوان قهرمان جنگی در جهت حمایت از دست راستی‌های سلطنت طلب و ناسیونالیست‌ها بهره گیرد. از «اشتال هلم» و «جامعه شلیفن» نام برد؛ همچنین وی از افسانه «خنجر از پشت» (اصطلاحی که ژنرال لودندورف در پایان جنگ جهت القای این گمان که یهودیان و سوسیالیست‌های ضد جنگ، مقصر شکست کشورشان در جنگ بودند را رواج داد) و نیز ترور «ماتیاس ارتسبرگر» به‌طور آشکاری طرفداری نمود.

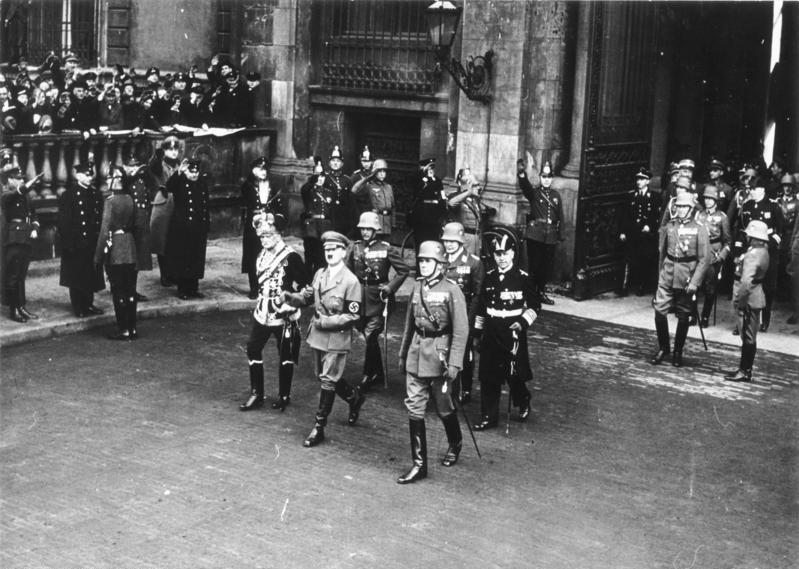
ژنرال مکنسن و آدلف هیتلر در سمت چپ وی

در طول انتخابات ریاست جمهوری ۱۹۳۲ وی از پاول فون هیندنبورگ در برابر آدولف هیتلر حمایت نمود هر چند که مهارت سیاسی وی را بیشتر می‌پسندید. پس از به قدرت رسیدن هیتلر در ژانویه ۱۹۳۳، مکنسن بعنوان حامی نمادین (سمبولیک) رژیم نازی ظاهر گشت به نحوی که هر از گاهی با لقب «نقطه کانونی رایش» مورد طعن قرار می‌گرفت. تصویر ملی وی بعنوان یک قهرمان جنگی و همچنین یونیفورم سیاهش توسط کمپانی «هاوزر_الاستولین» که در دوران رژیم نازی به ساختن اسباب بازی‌های جنگی می‌پرداخت، مورد الگو برداری قرار گرفته و یک مجسمه اسباب بازی فیگور هفت سانتی‌متری از وی تولید نمودند. یونیفورم سیاه معروف وی سبب گردید که دو تا از واحدهای نظامی رژیم نازی یعنی «پانزر وافه» و «اس‌اس»، یونیفورم‌های سیاه رنگ را به همراه نماد جمجمه و دو استخوان متقاطع مقابل آن (که در تصویر دوم بر روی کلاهش دیده می‌شود) برای خود الگوبرداری کنند. در اکتبر ۱۹۳۵ رژیم نازی، فرمانداری شهر بروسوف (جزیی از استان براندنبورگ) را جهت به رسمیت شناختن شایستگی‌های نظامی اش به وی اعطا نمود.

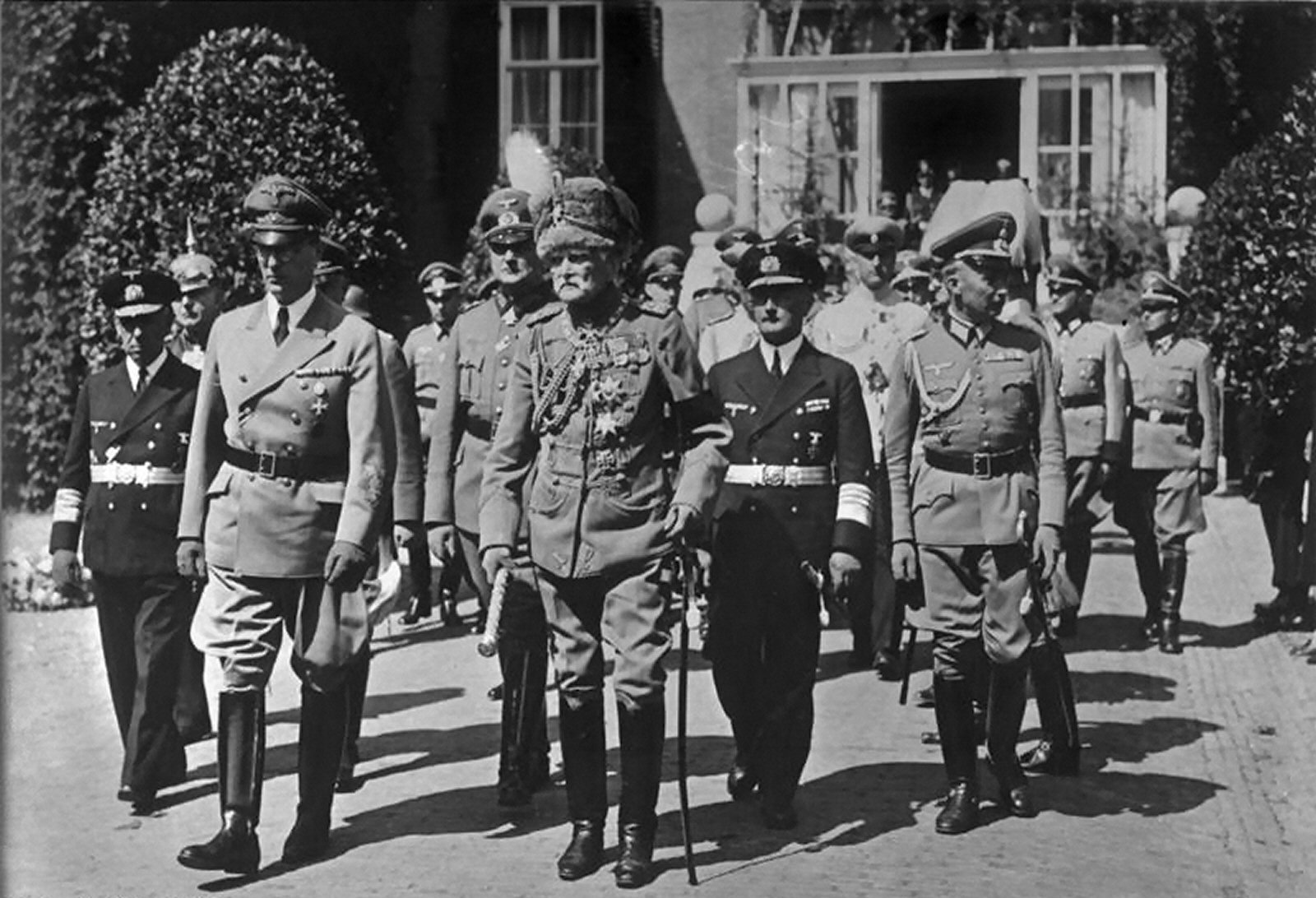
فیلد مارشال فون مکنسن در ۹۲ سالگی در مراسم تدفین قیصر سابق آلمان ویلهلم دوم شرکت نموده‌است.

ارتباط مکنسن با رژیم نازی دوپهلو و مبهم بود چه اینکه وی از یک طرف تجسم بخش سنت‌های نظامی پروسی بود که هیتلر بدان بسیار ارج می‌نهاد به‌طوری که با یونیفورم سیاهش در گردهمایی‌ها و مراسمات عمومی که توسط حکومت یا حزب نازی ترتیب داده می‌شدند، شرکت می‌نمود (از جمله در روز پوتسدام در ۲۱ مارس ۱۹۳۳ که روز افتتاحیه مجلس رایشتاگ آلمان بعد از انتخابات ۱۹۳۳ بود) اما از دیگر سو وی با قتل ژنرال فردیناند فون بردوو و کورت فن اشلایشر در پاکسازی ژوئیه ۱۹۳۴ (که در آن این دو نفر بعلاوه هزارها نفر از افراد لباس قهوه ای سازمان اس آ که تحت رهبری ارنست روم بودند، از دم تیغ گذرانده شدند) و نیز اقدامات ستیزه جویانه نازی‌ها در قبال کلیسا بعلاوه وحشی گری نازی‌ها در تهاجم به لهستان در بدو جنگ جهانی دوم مخالفت نمود. در ابتدای سال ۱۹۴۰ یعنی سومین ماه آغاز جنگ جهانی دوم، هیتلر و یوزف گوبلس نسبت به وفاداری مکنسن به رژیمشان شک کردند اما کاری انجام ندادند. مکنسن همواره بر خلاف میل هیتلر یک سلطنت طلب باقی مانده و حتی در ژوئن ۱۹۴۱ یعنی سه هفته پیش از تجاوز کشورش به شوروی، در مراسم تدفین قیصر سابق آلمان ویلهلم دوم در شهر دورن در هلند با یونیفورم تمام سلطنتی اش شرکت نمود.

### پایان زندگی
با توجه به یک گزارش رادیویی روز ۱۵ آوریل ۱۹۴۵ که از سوی" لری لوسور " خبرنگار شبکه CBS News مخابره گردید، وی از سوی ارتش دوم بریتانیا در هفته‌های پایانی جنگ جهانی در خانه خود دستگیر گردید. به محض رسیدن نیروهای بریتانیایی، وی به جای آنکه جمله ای درخور یک قهرمان جنگی به زبان آوَرَد، خواست که کارگران بیگانهٔ آزاد شده جوجه‌هایش را ندزدند.
ژنرال مکنسن در هشتم نوامبر ۱۹۴۵ در سن ۹۵ سالگی وفات یافت. او در طول زندگی اش حکومت‌هایی از جمله پادشاهی پروس، کنفدراسیون آلمان شمالی، امپراتوری آلمان، جمهوری وایمار و رایش سوم را به چشم دیده بود. وی در قبرستان سل به خاک سپرده شد.